# Gran Premio motociclistico di Francia 1982
Il Gran Premio motociclistico di Francia 1982 fu il terzo appuntamento del motomondiale 1982.
Si svolse il 9 maggio 1982 sul circuito di Nogaro alla presenza di 10.000 spettatori, e corsero le classi 125, 250, 350 e 500.
Il circuito è da diversi anni giudicato poco sicuro (già nel 1978 vi erano state contestazioni) e molti piloti boicottarono la gara. Uniche eccezioni tra i piloti di rilievo furono Jean-François Baldé e Didier de Radiguès; il francese fu aggredito al termine della gara della 250 dai piloti che avevano scioperato.
In 500 Michel Frutschi fece vincere la Sanvenero (unica moto ufficiale presente insieme alla deludente Morbidelli), riportando una moto italiana alla vittoria dopo sei anni. Alla gara partecipò anche la statunitense Gina Bovaird, prima donna a correre in 500, costretta al ritiro a causa di una caduta.
In 350 Baldé superò di misura de Radiguès, mentre in 250 si fece battere in volata dal connazionale Jean-Louis Tournadre.
Nella ottavo di litro vittoria per Jean-Claude Selini.
A fine gara la giuria propose di sanzionare gli scioperanti con multe e sospensioni: la FIM respinse tutte le richieste, multando solo Ángel Nieto per alcuni insulti; furono invece ammonite la federazione motociclistica francese (per avere organizzato il GP su un circuito non adatto) e il direttore di gara (per manifesta inettitudine).

## Classe 500

### Arrivati al traguardo
| Pos. | Nº | Pilota              | Squadra                | Motocicletta | Giri | Tempo     | Griglia | Punti |
| ---- | -- | ------------------- | ---------------------- | ------------ | ---- | --------- | ------- | ----- |
| 1º   | 20 | Michel Frutschi     | Moto Sanvenero         | Sanvenero    | 40   | 57:22.410 | 4       | 15    |
| 2º   | 29 | Franck Gross        |                        | Suzuki       | 40   | +9.130    | 11      | 12    |
| 3º   | 30 | Steve Parrish       | Mitsui Yamaha          | Yamaha       | 40   | +14.640   | 10      | 10    |
| 4º   | 32 | Sergio Pellandini   |                        | Suzuki       | 40   | +17.810   | 5       | 8     |
| 5º   | 19 | Stuart Avant        | Guan Hoe Suzuki        | Suzuki       | 40   | +18.120   | 15      | 6     |
| 6º   | 15 | Guido Paci          | MDS Belgarda           | Yamaha       | 40   | +27.580   | 16      | 5     |
| 7º   | 46 | Philippe Robinet    |                        | Suzuki       | 40   | +33.930   | 9       | 4     |
| 8º   | 13 | Chris Guy           | Sid Griffiths Racing   | Suzuki       | 40   | +37.620   | 8       | 3     |
| 9º   | 41 | Andreas Hofmann     |                        | Suzuki       | 40   | +51.600   | 6       | 2     |
| 10º  | 36 | Philippe Coulon     | Coulon Marlboro Tissot | Suzuki       | 40   | +53.730   | 18      | 1     |
| 11º  | 44 | Wolfgang von Muralt |                        | Suzuki       | 40   | +59.250   | 7       |       |
| 12º  | 21 | Lorenzo Ghiselli    |                        | Suzuki       | 40   | +1:00.830 | 13      |       |
| 13º  | 39 | Peter Sjöström      |                        | Suzuki       | 40   | +1:10.550 | 26      |       |
| 14º  | 31 | Børge Nielsen       |                        | Suzuki       | 40   | +1:11.510 | 20      |       |
| 15º  | 35 | Giovanni Pelletier  |                        | Morbidelli   | 39   | +1 giro   | 17      |       |
| 16º  | 45 | Marco Papa          |                        | Suzuki       | 39   | +1 giro   | 19      |       |
| 17º  | 38 | Marco Greco         |                        | Suzuki       | 38   | +2 giri   | 28      |       |
| 18º  | 11 | Jon Ekerold         |                        | Suzuki       | 38   | +2 giri   | 12      |       |

### Ritirati
| Nº | Pilota             | Squadra        | Motocicletta | Griglia |
| -- | ------------------ | -------------- | ------------ | ------- |
| 14 | Bernard Fau        | GPA Total      | Suzuki       | 14      |
| 22 | Jean Lafond        |                | Fior         | 1       |
| 23 | Raymond Roche      |                | Suzuki       | 3       |
| 28 | Guy Bertin         | Moto Sanvenero | Sanvenero    | 23      |
| 34 | Víctor Palomo      |                | Suzuki       | 21      |
| 37 | Christian Le Liard |                | Suzuki       | 22      |
| 40 | Leandro Becheroni  |                | Suzuki       | 2       |
| 42 | Louis-Luc Maisto   |                | Suzuki       | 25      |
| 43 | Maurice Coq        |                | Suzuki       | 24      |
| 47 | Gina Bovaird       |                | Suzuki       | 27      |

## Classe 350
31 piloti alla partenza.

### Arrivati al traguardo
| Pos. | Pilota               | Motocicletta      | Tempo     | Punti |
| ---- | -------------------- | ----------------- | --------- | ----- |
| 1º   | Jean-François Baldé  | Kawasaki          | 51:57.960 | 15    |
| 2º   | Didier de Radiguès   | Chevallier-Yamaha | +0.500    | 12    |
| 3º   | Jeffrey Sayle        | Armstrong-Rotax   | +9.090    | 10    |
| 4º   | Alan North           | Bimota-Yamaha     | +12.240   | 8     |
| 5º   | Martin Wimmer        | Yamaha            | +15.080   | 6     |
| 6º   | Herbert Hauf         | Kawasaki          | +40.640   | 5     |
| 7º   | Wolfgang von Muralt  | Bimota-Yamaha     | +42.600   | 4     |
| 8º   | Jacques Cornu        | Yamaha            | +56.160   | 3     |
| 9º   | Tony Head            | Yamaha            | +1:00.790 | 2     |
| 10º  | Martin Schouten      | Yamaha            | +1:19.090 | 1     |
| 11º  | Massimo Matteoni     | Bimota-Yamaha     | +1:20.130 |       |
| 12º  | Marie-Paul Violland  | Yamaha            | +1 giro   |       |
| 13º  | Jean-Michel Mattioli | Yamaha            |           |       |
| 14º  | Harald Eckl          | Yamaha            |           |       |
| 15º  | Bengt Elgh           | Yamaha            |           |       |
| 16º  | Christer Eliasson    | Yamaha            |           |       |
| 17º  | Con Law              | Yamaha            |           |       |
| 18º  | Graeme McGregor      | Yamaha            |           |       |

## Classe 250
30 piloti alla partenza.

### Arrivati al traguardo
| Pos. | Pilota                 | Motocicletta    | Tempo     | Punti |
| ---- | ---------------------- | --------------- | --------- | ----- |
| 1º   | Jean-Louis Tournadre   | Yamaha          | 51:09.350 | 15    |
| 2º   | Jean-François Baldé    | Kawasaki        | +0.490    | 12    |
| 3º   | Jeffrey Sayle          | Armstrong-Rotax | +0.760    | 10    |
| 4º   | Roland Freymond        | MBA             | +17.890   | 8     |
| 5º   | Jacques Cornu          | Yamaha          | +26.410   | 6     |
| 6º   | Jean-Louis Guignabodet | Kawasaki        | +29.050   | 5     |
| 7º   | Gabriel Gabria         | Yamaha          | +32.040   | 4     |
| 8º   | Tony Head              | Waddon-Rotax    | +33.250   | 3     |
| 9º   | Martin Wimmer          | Yamaha          | +43.750   | 2     |
| 10º  | Massimo Matteoni       | Bimota-Yamaha   | +48.710   | 1     |
| 11º  | Patrick Chatelet       | Yamaha          |           |       |
| 12º  | Eero Hyvärinen         | Yamaha          |           |       |
| 13º  | Christian Estrosi      | Pernod          | +1 giro   |       |
| 14º  | Pierluigi Aldrovandi   | Yamaha          |           |       |

## Classe 125
32 piloti alla partenza.

### Arrivati al traguardo
| Pos. | Pilota              | Moto      | Tempo     | Punti |
| ---- | ------------------- | --------- | --------- | ----- |
| 1º   | Jean-Claude Selini  | MBA       | 45:47.780 | 15    |
| 2º   | Johnny Wickström    | MBA       | +30.220   | 12    |
| 3º   | Hugo Vignetti       | Sanvenero | +37.480   | 10    |
| 4º   | Willy Pérez         | MBA       | +40.450   | 8     |
| 5º   | Matti Kinnunen      | MBA       | +48.480   | 6     |
| 6º   | Alfred Waibel       | MBA       | +59.240   | 5     |
| 7º   | Gerhard Waibel      | Seel-MBA  | +59.600   | 4     |
| 8º   | Olivier Liégeois    | Sanvenero | +1:03.930 | 3     |
| 9º   | Alex Bedford        | MBA       | +1 giro   | 2     |
| 10º  | Esa Kytölä          | MBA       | +1 giro   | 1     |
| 11º  | Per-Edvard Carlsson | MBA       |           |       |
| 12º  | Jacky Hutteau       | MBA       |           |       |
| 13º  | Henk van Kessel     | MBA       |           |       |
| 14º  | Lucio Pietroniro    | MBA       |           |       |
| 15º  | Jan Bäckström       | MBA       |           |       |
| 16º  | Andrés Sánchez      | MBA       |           |       |
| 17º  | Paul Bordes         | MBA       |           |       |
| 18º  | Frédéric Michel     | MBA       |           |       |
| 19º  | Werner Schmied      | MBA       |           |       |
| 20º  | François Wirtz      | MBA       |           |       |
| 21º  | Ivan Palazzese      | MBA       |           |       |